# Le Fresne (Marna)
Le Fresne è un comune francese di 65 abitanti situato nel dipartimento della Marna nella regione del Grand Est.

## Società

### Evoluzione demografica
Abitanti censiti